# Slerebosjön
Slerebosjön är en sjö i Ale kommun i Västergötland och ingår i Göta älvs huvudavrinningsområde. Sjön är 3,5 meter djup, har en yta på 0,03 kvadratkilometer och befinner sig 105 meter över havet. Slerebosjön ligger i vildmarksområdet Risveden och avvattnas av Sörån (Slereboån) som rinner ut i Grönån strax väster om Blinneberg, Slittorp och Färdsle i Skepplanda socken.